# Аконади
Аконади (Akonadi) е ганайска богиня-оракул, известна от района около Акра, където е имало прочуто светилище. Почитана е като богиня на справедливостта и покровителка на жените. 
Култът към нея се е развил първо на територията на Гана, а след това е преминал и към по-голямата част от територия на Западна Африка. Тя е говорител на истината и може да бъде видима или невидима. Ползва втория си поглед за да раздава справедливо правосъдие във всякакви случаи, но е особено ангажирана със справедливостта спрямо жените. Занимава се с проблемите им във всякакъв аспект.  Освен това богинята е закрилник на всички деца, изпаднали в нужда. 
Една от легендите разказва как трима братя отишли в светилището на Аконади за да я помолят за съвет. В семейството им имало няколко смъртни случая и те не знаели как да спасят близките си. Богинята им казала да отидат в къщата на баба си и да намерят скрит там откраднат предмет. Защото бабата била във връзка с група крадци и им помагала. Братята бързо отишли в дома на баба си и намерили под леглото ѝ метална кутия, пълна със скъпоценности. Занесли кутията на богинята и така поредицата от смъртни случаи била прекъсната. Скоро след това двама души пристигнали в светилището и обяснили на Аконади, че скъпоценностите били откраднати от имението на тяхната майка. Жреците на богинята отговорили, че кутията се намира при тях и могат да я вземат когато пожелаят. Но ги посъветвали да оставят скъпоценностите, като с това ще помогнат на бедните и гладуващи жени и деца. Разбирайки колко нещастия са предизвикали ценните вещи и подтикнати от благородната идея, хората решили да ги оставят при богинята. С тях жреците купили храна, която раздали на гладуващите. Така Аконади отново се проявила като защитник на бедните жени и деца. 